# Día de la Proclamación de la República de Letonia

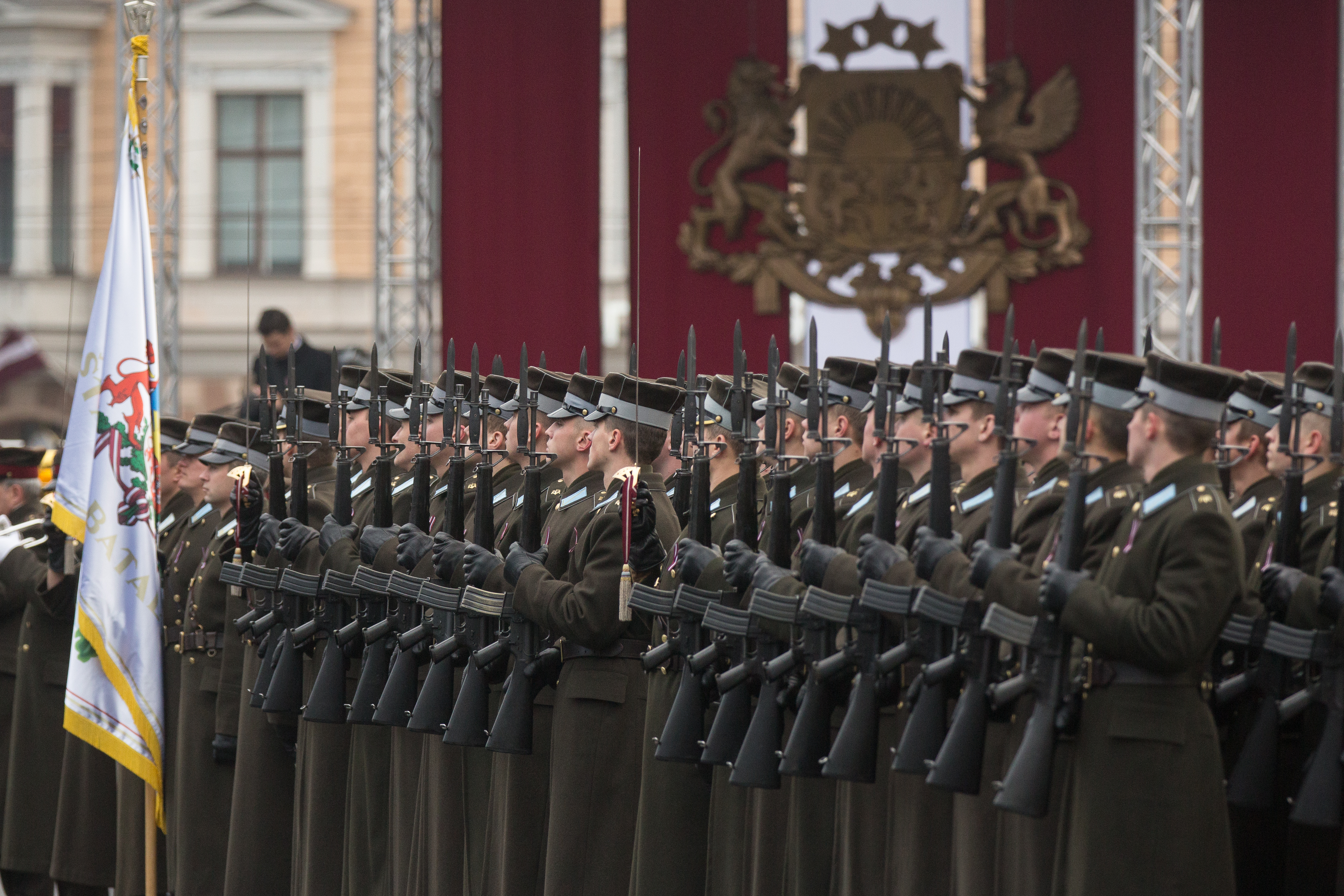
Una columna de soldados en una ceremonia de colocación de flores en el Monumento a la Libertad, 18 de noviembre de 2016

El Día de la Proclamación de la República de Letonia se celebra anualmente el 18 de noviembre. Marca el aniversario de la Proclamación de la Independencia de Letonia por el Consejo de la Gente de Letonia en 1918.

## Festejos

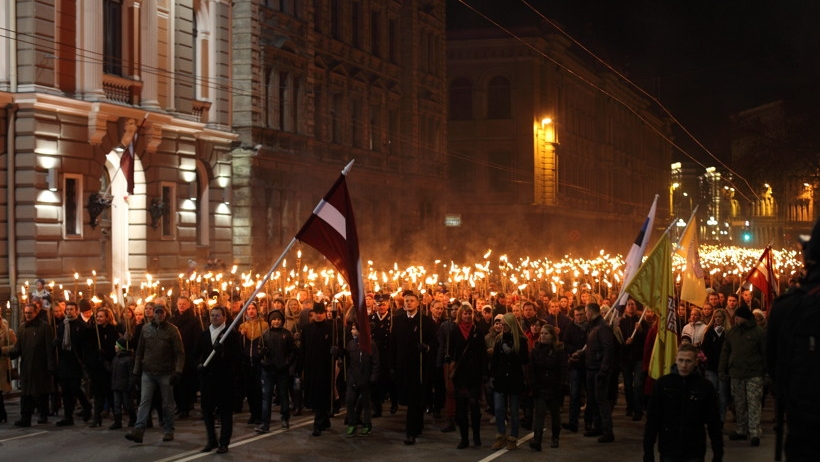
Procesión de antorchas en Riga, Letonia

En todo el país se celebran diversos actos públicos, como conciertos y fuegos artificiales. Las procesiones de antorchas celebradas por diversas organizaciones han formado parte de las celebraciones del Día del Pregón y del Día de la Lāčplēsis desde la década de 1920. La mayor procesión de antorchas organizada por la Alianza Nacional tiene lugar en la capital Riga y atrae a miles de participantes cada año. Su recorrido por las calles del centro de la ciudad comienza tradicionalmente en el monumento a Kārlis Ulmanis, primer primer ministro de Letonia, y termina en el Monumento a la Libertad. Una tradición moderna y popular, establecida en 2009, consiste en que personas de todo el mundo canten el himno nacional de Letonia Dievs, svētī Latviju a la misma hora (21:00 EET).

### Desfile
Otra tradición con una larga historia es el desfile de las Fuerzas Armadas Nacionales de Letonia, que en la actualidad se celebra en el Terraplén del 11 de Noviembre de Riga y que se reintrodujo en 1998. Tras el restablecimiento de la independencia, el primer desfile de las Fuerzas Armadas Nacionales tuvo lugar en Riga en el Monumento a la Libertad en 1993, dedicado al 75.º aniversario de la fundación del Estado letón. El desfile también fue transmitido por la televisión letona. En 1998, el desfile de la fiesta nacional se celebró por primera vez en el terraplén del 11 de noviembre. La limitada y pequeña área cerca del Monumento a la Libertad fue mencionada como la principal razón para el cambio del lugar del desfile, ya que no permitía la demostración de todos los tipos de unidades de las Fuerzas Armadas Nacionales, así como de armas pesadas y equipo militar. En 1998, formaciones armadas del Ministerio de Defensa y del Ministerio del Interior, así como una compañía del Batallón Báltico, participaron en el desfile dedicado al 80.º aniversario de la proclamación de Letonia. Por primera vez, los barcos de la Armada, que estaban anclados en el Daugava frente al terraplén, participaron en el desfile. También se presentó una salva de 21 cañones disparada desde el dique de lastre con cañones antitanque de 100 mm por soldados de la División de Artillería de la Brigada Móvil de Fusileros. Por primera vez, el personal de las cinco brigadas de la Guardia Nacional también participó en el desfile del Día Nacional y los jóvenes guardias de la Escuela Técnica Agrícola de Kazdanga desfilaron como unidad de cierre. Desde que Letonia entró en la OTAN en 2004, los países aliados asociados han participado en el desfile.